# Houari Souiah
Houari Souiah, est un wali en Algérie.

## Fonctions
Ses principales fonctions occupées sont :
1. Wali d'Oran: (1962-1962).
2. Député d'Oran à l'Assemblée Constituante de 1962 (APN): (1962-1964)[2].
3. Membre du Comité Central du Parti FLN: (1964-1965).
4. Commissaire Adjoint du Parti FLN: (-1972).
5. Président du Conseil de Direction Régional pour l'Oranie de la SNTA: (-1979).

## Maladie et décès
Il est décédé en 1990 à l'âge de 75 ans.